# Nikulskaja
Nikulskaja (ros. Никульская) – wieś w Rosji, w rejonie wożegodskim obwodu wołogodzkiego. W 2010 r. liczyła 13 mieszkańców.